# Пфафф, Кристен
Кристен Мари Пфафф (англ. Kristen Marie Pfaff, 26 мая 1967, Нью-Йорк, США — 16 июня 1994, Сиэтл, Вашингтон, США) — американская бас-гитаристка, известна по работе с группой «Hole».

## Молодость и начало карьеры
Пфафф родилась и росла в Буффало, штат Нью-Йорк, посещая Академию Буффало Священного Сердца. Недолгое время она находилась в Европе и кратко посещала Бостонский колледж перед окончанием учёбы в университете Миннесоты. Она училась игре на классическом фортепиано и виолончели. Живя в Миннеаполисе, штат Миннесота, после окончания учёбы, Пфафф самостоятельно училась играть на бас-гитаре. Она, гитарист/вокалист Joachim Breuer (прежде Миннеаполисской группы The Bastards) и барабанщик Matt Entsminger сформировали группу Janitor Joe.

## Janitor Joe
Первый сингл группы, Hmong, был выпущен на возникающем рекорд лейбле созданном группой OXO в 1992, и популярный местный лейбл Amphetamine Reptile Records подобрали группу позже в том году, выпущен сингл «Bullethead» с красочной обложкой. Развитие продолжилось в 1993 с «Boyfriend 7-inch» и дебютным альбомом «Big Metal Birds». Один трек Janitor Joe, «Under The Knife», можно обнаружить на EP записи с 4 треками OXO, выпущенном в 1993.
Janitor Joe становился главным продуктом Миннеаполисского звука, под влиянием раннего звука Тихоокеанского, Северо-западного гранжа и более быстрой и яростной пост-хардкор сцены, так же как в начале становления группа Butthole Surfers, Shellac и другие, такие как Touch and Go, в лейбле. Стиль игры Пфафф был центральным в начинающей подъём группе, и живьём и на записи, и она и Breuer оба несли большой вклад в песни первого альбома: «Оба действовали в пределах линии разделяющей наказания и вознаграждение: вложения Пфафф (угрюмая „Boys in Blue“) имеют тенденцию быть немного более просторными, в то время как Breuer („One Eye“, например) предусматривает, что барабанщик Matt Entsminger является вечным двигателем, сердцем задающим ритм», написал David Sprague в Trouser Press.

## Hole
Растущая миннеапольская сцена начала привлекать все больше и больше внимания. «Janitor Joe» начали выезжать в концертные туры национального уровня. Именно в таком туре Пфафф познакомилась с Эриком Эрландсоном (Eric Erlandson) и Кортни Лав (Courtney Love), как раз искавшими нового басиста для своей группы «Hole». Лав пригласила Кристен поиграть с ними; та отказалась и вернулась в Миннеаполис. Кортни и Эрландсон, однако, оказались на редкость упорными преследователями. Некоторое время Пфафф сопротивлялась их уговорам, однако, в конце концов – после консультации с отцом – передумала. Как позже признается сама Кристен, с профессиональной точки решения никаких сомнения тут быть не могло – «Hole» к тому времени уже подписали контракт с «Geffen Records» и обзавелись целой армии поклонников.
В 1993-м Пфафф перебралась в Сиэтл, Вашингтон (Seattle, Washington); там ей предстояло объединиться с остальными членами «Hole» в работе над «Live Through This». Новому составу – Пфафф, Лав, Эрландсон и барабанщице Пэтти Шемель (Patty Schemel) – лишь только предстояло сработаться.
«Сиэттлский» период творчества для Пфафф оказался на удивление продуктивным; кроме этого, Кристен успела сильно подружиться с Лав, Эрландсоном и Куртом Кобейном (Kurt Cobain). В процессе работы над «Live Through This» – ставшим, кстати, в дальнейшем «платиновым» – Пфафф и Эрик Эрландсон начали встречаться.

## Наркозависимость и смерть
Отношения Кристен и Эрика Эрландсона долго не продлились, но и после окончательного разрыва они смогли остаться близкими друзьями. Не все, однако, было так безоблачно в жизни Кристен – постепенно она пристрастилась к наркотикам. По меркам того времени зависимость её была относительно скромной; к сожалению, разрыв с друзьями по Миннеаполису сильно все усугубил.
Зимой 1993-го Пфафф начала проходить курс лечения от наркозависимости; весну 1994-го она провела не с «Hole», но в очередном концертном туре «Janitor Joe». Вернувшись из тура, Кристен покончила с наркотиками окончательно.
Вскоре после её возвращения свел счеты с жизнью Курт Кобейн; в память о нём Пфафф решила покинуть Сиэтл вообще и «Hole» в частности и вернуться в Миннеаполис навсегда.
16-го июня 1994-го в 9.30 утра друг Пфафф, Пол Эриксон, нашёл её мертвой на полу квартиры в Сиэтле; рядом валялась сумка со шприцами и приспособления для употребления героина. Ночью Кристен скончалась от передозировки и полицейский закрыли дела с самоубийством, хотя до сих пор не факт то что Пфафф сделала самоубийство, потому что день до того как она скончалась она разговаривала с своей матерью по телефону и они спланировали пойти на концерт чужой группы и даже купили билеты на концерт месяца 1-2 назад, и у неё не было никаких намерений сделать самоубийство.; Похоронена Кристен Пфафф была на кладбище Форест-Лоун-Семетери (Forest Lawn Cemetery) в её родном Баффало, штат Нью-Йорк.

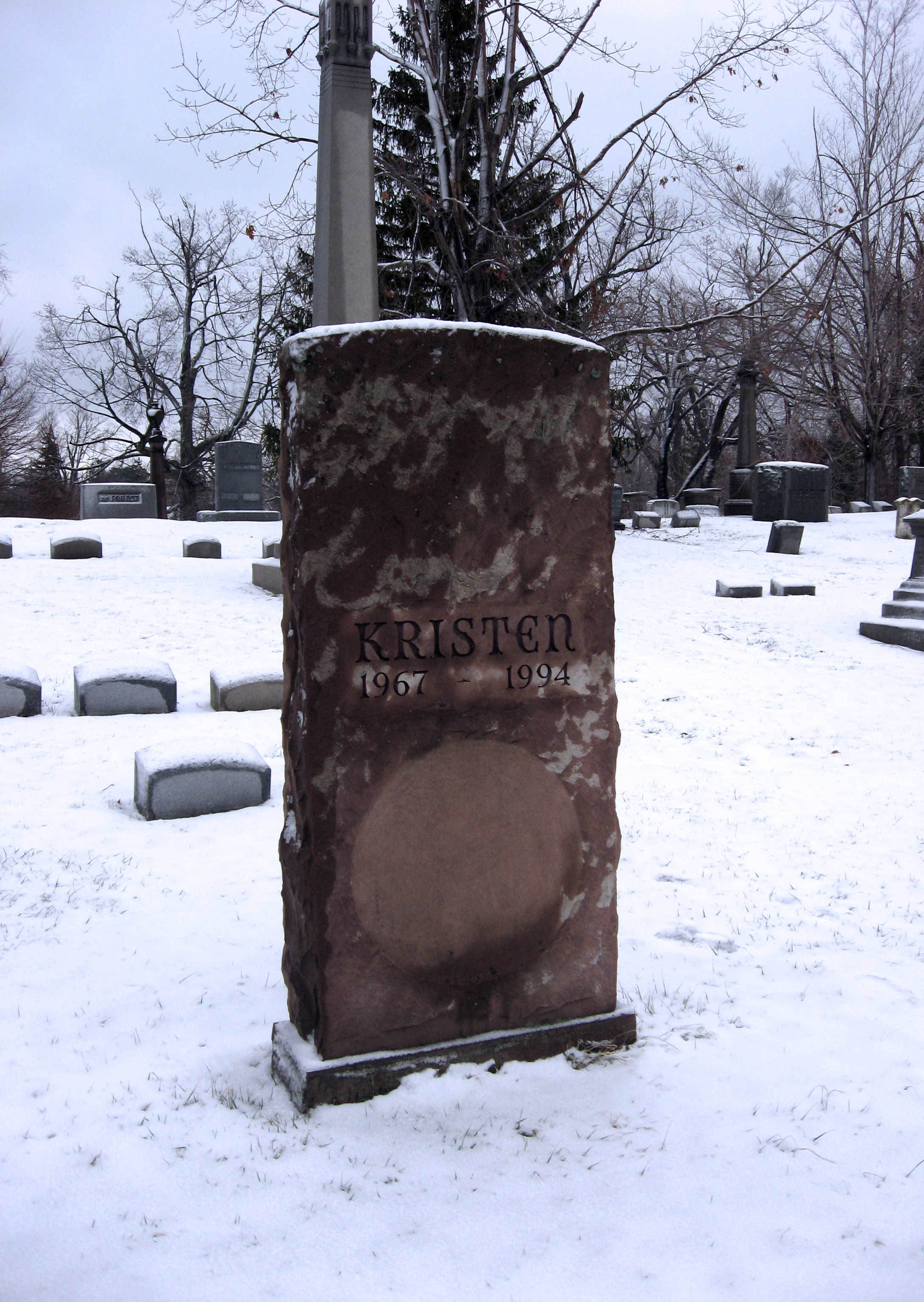
Могила